# 2014年ATP世界巡迴賽總決賽
2014年巴克莱银行ATP世界巡回赛总决赛（2014 Barclays ATP World Tour Finals）于2014年11月9日-11月16日在英国伦敦的O2体育馆举行。
本屆賽事單打由諾瓦克·喬科維奇奪得，雙打由鲍勃·布赖恩及迈克·布赖恩勝出。

## 參賽資格
頂尖八位球員(或組合)在大滿貫賽事、ATP巡迴賽、台維斯盃獲得最多績分可入圍2014年巴克莱银行ATP世界巡回赛总决赛，除了在2014年所獲得的積分外，還包括去年台維斯盃與2012年巴克莱银行ATP世界巡回赛总决赛。
一位球員要獲得資格，在2014年的年終排名前30位球員必須參加在2013年的四大滿貫賽事與八項大師1000系列賽。此外，他在2014年的ATP世界巡迴賽500賽中表現最佳的四項賽事與他在2014年的ATP世界巡迴賽250賽中表現最佳的兩項賽事會算入在他的排名內。在入賽截止日期獲得正選資格的球員不參加比賽就無法獲得這項比賽的積分。2009年，蒙地卡羅勞力士1000賽變成可選擇的賽事。但是有選手參賽的話，其結果則列入計算和ATP世界巡迴賽500賽表現四項最好的計分則忽略(他的三項ATP世界巡迴賽500賽仍保留)。如果球員沒打規定內的500賽和ATP250賽或挑戰賽最好的結果，台維斯盃則列入500賽的計算(取最好的結果)，假如球員沒有打足夠的250賽與挑戰賽，世界團體錦標賽則列入250賽的計算(假如參加或取最好的結果)。假如球員沒有出席規定的賽事(受傷的原因)，ATP250賽與挑戰賽被列入18項計分中。 團體排名挑戰賽的績分被排除。
球員經核實因傷病而缺席比賽累積超過30天（含30天）不會面臨任何處罰。
參加了巴克萊年終總決賽的八位選手的總決賽積分可以額外算作第19站加入排名積分

## 冠軍得主

### 單打
諾瓦克·喬科維奇 擊敗  罗杰·费德勒（賽前退出）
- 這是喬科維奇奪得職業生涯第4座ATP年終賽單打冠軍，也是今年第7座單打冠軍與生涯第48座單打冠軍。

### 雙打
鲍勃·布赖恩 /  迈克·布赖恩 擊敗  馬塞洛·梅洛 /  伊万·多迪格（65–7、6–2、[10–7]）

## 外部連結
- 官方網站